# Heinrich Hagenmeyer
Heinrich Hagenmeyer (* 25. April 1834 Eulenhof bei Sinsheim; † 27. April 1915 in Bödigheim) war ein evangelischer Pfarrer und Herausgeber von Kreuzzugschroniken.

## Leben
Der Sohn eines Försters besuchte das Mannheimer Lyzeum und studierte von 1852 bis 1856 in Heidelberg Theologie. 1859 wurde er zum Pfarrer ernannt und war als solcher in Kälbertshausen tätig. 1866 wechselte er nach Eberstadt und 1871 nach Großeicholzheim. Von 1884 bis zu seinem Ruhestand war er Pfarrer in Ziegelhausen. Er „konzentrierte sich auf die Erarbeitung hervorragender, wenn auch exzessiv kommentierter Ausgaben von Kreuzzugschroniken.“ Für seine Verdienste um die Kreuzzugsforschung wurde ihm von der philosophischen Fakultät der Universität Heidelberg die Ehrendoktorwürde verliehen.

## Werke
- Fulcheri Carnotensis Historia Hierosolymitana (1059–1127). Mit Erläuterungen und einem Anhange. Heidelberg 1913 (archive.org).
- Epistulae et chartae ad historiam primi belli sacri spectantes, quae supersunt aevo aequales ac genuinae = Die Kreuzzugsbriefe aus den Jahren 1088–1100. Eine Quellensammlung zur Geschichte des ersten Kreuzzuges. Innsbruck 1901 (archive.org)
- Chronologie de la première croisade 1094–1100. Paris 1898–1901 (Digitalisat bei Gallica).
- Galterii Cancellarii Bella Antiochena. mit Erläuterungen und einem Anhange. Heidelberg 1896 (archive.org).
- Anonymi gesta Francorum et aliorum hierosolymitanorum. Heidelberg 1890 (archive.org)
- Peter der Eremite. Ein kritischer Beitrag zur Geschichte des ersten Kreuzzuges. Leipzig 1879 (archive.org)
  - französische Übersetzung: Le Vrai et le faux sur Pierre l’Hermite, analyse critique des témoignages historiques relatifs à ce personnage et des légendes auxquelles il a donné lieu. Paris 1883 (archive.org)
- Ekkehardi Uraugiensis abbatis Hierosolymita, Tübingen 1877 (Digitalisat)